# Will Davis (ciclista)
William Arthur Davis (Bristol, 28 luglio 1877 – Parigi, 28 dicembre 1932) è stato un pistard francese.
Partecipò ai Giochi olimpici 1900 di Parigi nella gara di velocità, in cui fu eliminato ai quarti.